# Aa (biljni rod)
Aa, biljni rod iz porodice orhideja (Orchidaceae), red Asparagales. Obuhvaća 26 vrsta. Rasprostranjen je na području Anda i u Kostariki. Rod je opisao Heinrich Gustav Reichenbach 1854 godine, a posljednje 4 vrste otkrivene su tek 2010-tih godina, od kojih jedna 2011, i 3 vrste 2014
Prvu vrstu unutar ovog roda opisao je 1815 [1816] Karl Sigismund Kunth, nazvavši je Ophrys paleacea, da bi je 1822. preimenovao Altensteinia paleacea, danas A. paleacea (Kunth) Rchb. f.. Godine 1854. Heinrich Gustav Reichenbach odvojio je rod Aa od roda Altensteinia, uključivši u nju vrste A. argyrolepis i A. paleacea.
Vrste roda Aa vole hladna planinska staništa u blizini gdje počinje snježna linija na Andama, često u blizini manjih potoka. Cvjetovi su lijepi i ispuštaju miris koji privlači muhe.

## Vrste
1. Aa achalensis Schltr., 1920
2. Aa argyrolepis Rchb.f., 1854
3. Aa aurantiaca D.Trujillo, 2011
4. Aa calceata (Rchb.f.) Schltr., 1912
5. Aa colombiana Schltr., 1920
6. Aa denticulata Schltr., 1920
7. Aa erosa (Rchb.f.) Schltr., 1912
8. Aa fiebrigii (Schltr.) Schltr., 1912
9. Aa figueroi Szlach. & S. Nowak, 2014
10. Aa hieronymi (Cogn.) Schltr., 1920
11. Aa lehmanii Rchb. f. ex Szlach. & Kolan., 2014
12. Aa leucantha (Rchb.f.) Schltr.
13. Aa lozanoi Szlach. & S. Nowak, 2014
14. Aa macra Schltr., 1921
15. Aa maderoi Schltr., 1920
16. Aa mandonii (Rchb.f.) Schltr., 1912
17. Aa matthewsii (Rchb.f.) Schltr., 1912
18. Aa microtidis Schltr., 1922
19. Aa paleacea (Kunth) Rchb.f., 1854
20. Aa riobambae Schltr., 1921
21. Aa rosei Ames, 1922
22. Aa sphaeroglossa Schltr., 1922
23. Aa tenebrosa C.M.Martín & Scrocchi
24. Aa trilobulata Schltr., 1922
25. Aa weddelliana (Rchb.f.) Schltr., 1912

- Aa lorentzii Schltr. kod Kewa prihvaćen; možda sinonim za Aa hieronymi.
- Aa schickendanzii Schltr., 1920 kod Kewa prihvaćen; možda sinonim za Aa hieronymi.